# براسب (جانور)
براسب (جانور) (نام علمی: Epihippus) نام یک سرده از تیره اسبیان است.